# Stryx
Stryx est un jeu vidéo d'action développé et édité par Psygnosis, sorti en 1990 sur Amiga, Atari ST et DOS.

## Développement
- Programmation : Darren Chilton, Mike Chilton
- Graphisme : Garvan Corbett, Jim Bowers, Jeff Bramfitt (intro, écran-titre)
- Musique et effets sonores : Paul Summers
- Illustration : Peter Andrew Jones (boîte de jeu), Roger Dean (logo)